# 醒目兵鯰
醒目兵鯰（学名：Corydoras spectabilis）為輻鰭魚綱鯰形目美鯰科的其中一種，為熱帶淡水魚。分布於南美洲巴西Guaporé河流域，體長可達4.9公分，棲息在底層水域，生活習性不明。
其种加词“spectabilis”意为“显著的”，“引人注目的”。